# Kinder- und Jugendzahnärztlicher Dienst
Der Kinder- und Jugendzahnärztliche Dienst (KJZÄD) als Sachgebiet der Abteilung Kinder- und Jugendärztlicher Dienst im Gesundheitsamt hat seine Ziele und Aufgaben in der Verbesserung der Zahngesundheit der heranwachsenden Generation. Wesentliches Anliegen ist die Gesundheitsförderung mittels gezielter Prophylaxeprogramme auf der Grundlage aktueller wissenschaftlicher Erkenntnisse und Empfehlungen der Weltgesundheitsorganisation. In Deutschland besteht für jedes Kind bis zum 16. Lebensjahr der gesetzliche Anspruch auf Maßnahmen der Zahngesundheitsförderung (§ 21 SGB V).

## Arbeitsinhalte
- Durchführung der gesetzlich geregelten Vorsorgeuntersuchungen in Kindertagesstätten und Schulen
- Realisierung der Gruppenprophylaxe in Kindertageseinrichtungen und Schulen nach den geltenden Richtlinien. Gruppenprophylaxe ist ein pädagogisches Angebot. Mittels Arbeitsblättern, Modellen und Spielen werden Fragen wie Mundhygiene, Karies, Zahnputztechnik  u. ä. angesprochen und kindgerecht vermittelt.
- Regelmäßige Sprechstunden zur Beratung und Vorbeugung gegen Gebisserkrankungen (Lutschentwöhnung, Zahnputzübungen, Ernährungslenkung, Zahnschmelzhärtung durch Fluoride, Fissurenversiegelung)
- Motivation zum regelmäßigen Zahnarztbesuch sowie Heranführen der Kinder an die zahnärztliche Behandlung (Angstabbau)
- Gutachtenerstellung in Amtshilfe für das Sozialamt

Der jährlichen Tage der Zahngesundheit (25. September), Elternabende, Kindertagesstätten- und Schulfeste werden von den Mitarbeitern des KJZÄD zu Informationen und praktischen Unterweisungen zum Thema Zahngesundheit genutzt.
In den regionalen Arbeitskreisen Jugendzahnpflege vollziehen sich Abstimmung und Kooperation mit den Zahnärzten des ambulanten und stationären Bereiches zur Förderung der Zahngesundheit der Heranwachsenden.